# Synaptola tomentosus
Synaptola tomentosus är en skalbaggsart som beskrevs av Schmidt 1922. Synaptola tomentosus ingår i släktet Synaptola och familjen långhorningar.
Artens utbredningsområde är Liberia. Inga underarter finns listade i Catalogue of Life.